# Demetrio Iatropulo
Demetrio Iatropulo (in greco antico: ∆ημήτριος Ἰατρόπουλος?; 1260 circa – 1295 circa) fu un ufficiale superiore bizantino del tardo XIII secolo.
Prestò servizio come logothetes ton oikeiakon dal 1260 al 1295, quando fu promosso a protasekretis. Partecipò al sinodo di Costantinopoli del 1273 contro il patriarca Giovanni XI Bekkos e nel 1281/1282 è menzionato a capo di un'ambasciata presso l'Impero di Trebisonda.